# أنتوني اسموسين
أنتوني اسموسين (بالإنجليزية: Cash Asmussen)‏ هو فارس أمريكي، ولد في 15 مارس 1962 في داكوتا الجنوبية في الولايات المتحدة.